# Любомир Т. Винник
Любомир Т. Винник (нім. Lubomir T. Winnik; псевдонім CATO (укр. Като); нар. 7 травня 1943, с. Камінне) — швейцарський журналіст, письменник, художник, картуніст, фотограф, член Союзу журналістів Швейцарії та Міжнародної Федерації журналістів, член Спілки письменників Швейцарії.

## Біографія
Любомир Т. Винник народився 7 травня 1943 року в селі Камінна (нині с. Камінне), Надвірнянського району Івано-Франківської області у родині заможних селян.Свідоцтва про народження не збереглося. Однак, найімовірнішими місцями його народження можуть бути три місцевості на Франківщині: с.Отинія, с. Незвисько або с. Марківці.  

### Дитинство
З дитинства Любомир любив малювати та майструвати. Яскраво проявився його талант до малювання у початковій школі, яка була у селі Майдан (тепер с. Міжгір’я). Пізніше було навчання в школі у селі Більшівці Галицького району. За період навчання відзначився успіхами у конструюванні та створенню моделей літака та діючого діапроектора. За це школа відправила обдарованого учня у Коломию до станції юних техніків. Там Любомир Винник познайомився з мистецтвом фотографування і деякий час відвідував саме цей гурток. Родина Винників з невідомих Любомирові причин в ті часи переїжджала з місця на місце понад 20 разів.

### Освіта
У середині 1950-х років опинилися на Донеччині в місті Хацапетівка (тепер м. Вуглегірськ), де у віці 14 років закінчив студію образотворчого мистецтва.
У 1960 р. Любомир Винник навчається в Одеській морській школі, а відтак відбуває службу в Чорноморському флоті.

### Кар'єра
- У 1950-х роках писав, малював карикатури та був фотокореспондентом місцевої газети «Труд строителя» на шахті «Горлівка-Глибока»[4].
- В 1966-1968 рр. літературний працівник районної газети «Радянська Верховина», співпрацює з обласною газетою «Прикарпатська правда».
- В 1968-1970 рр. журналіст львівської газети «Вільна Україна» та кінокореспондент Львівського обласного телебачення.
- 16 вересня 1971 року через переслідування та загрозу особистому життю виїздить з України. У Польщі працює на посаді журналіста у варшавському журналі «Stolica». Співпрацює з варшавськими газетами та журналами: «Szpilki», «Za i przeciw», «Persperktywy», «Heinal mariackij», «Nasze zdrowie». Колекція фотографій  Варшави з 1971-1973 рр.  знаходиться в Fundacja Ośrodka KARTA.[5]
- Від жовтня 1973 року живе у Швейцарії. Окрім роботи в суді та поліції, де Любомир Винник 14 років виконував обов’язки перекладача під присягою, він починає дописувати до німецькомовних газет та виконувати карикатури на замовлення медій, одночасно здобуває освіту в Інституті імені Гете.[6] Працює журналістом, дизайнером, карикатуристом, фотографом і відеорепортером, а також перекладачем для численних журналів, PR, рекламних агенцій, знімає для швейцарського телебачення DRS.

З редакційними завданнями відвідав десятки країн, переважно Близький Схід та Середземноморський басейн. 
Був заступником головного редактора швейцарської (німецькомовної) газети «Schwiezerziet».

## Творчість
Нині вільний журналіст та письменник. Пише для швейцарсько-німецької та німецької преси, зокрема берлінського тижневика «Junge Frieheit». Автор німецькомовних книг «Quo imus?» «Куди йдемо?» , «Jedem Teufel seine Hölle» «Кожному дідькові своє пекло», «Der Totgesagte der Wolfsschanze» ; книжки афоризмів та дефініцій українською мовою «За крок від Содому», еротичних новел «У затінку Венери» .
В жовтні 2019 року вийшла друком книга «Napoleon war mein Lehrmeister».
Співпрацював з київською газетою «Слово», «Коломийськими Вістями», багато років писав для івано-франківської «Галичини».

## Виставки
58 національних та інтернаціональних індивідуальних виставок — живопис, карикатура, колаж, рисунок, фотографія. Зокрема шість виставок відбулись в Україні: по дві у Коломиї та Львові, одна в Івано-Франківську і Чернівцях.
- 2002 рік — м. Львів, галерея Василя Пилип'юка, фотовиставка «Мій Опфікон»;
- 2010 рік — м. Коломия, Музей історії міста, фотовиставка «Подорожі з 26 країн світу»;
- 2011 рік — м. Коломия, Музей історії міста, виставка картуну;
- 2011 рік — м. Львів, Музей Ідей, виставка картуну в рамках Форуму видавців;
- 2012 рік — м. Івано-Франківськ, Художня галерея Національної спілки художників України, виставка картуну та фотографії;
- 2012 рік — м. Чернівці, Німецький дім, виставка картуну та графіки.

Чимало художніх творів зберігаються у картинних галереях, в Музеї картуну в м. Базель та в приватних колекціях Європи.

## Нагороди
- Золота медаль Європи «За досягнення в мистецтві» (1982 р., Баден-Баден, Німеччина).
- Нагорода «За заслуги перед Прикарпаттям» (2012 р., Івано-Франківськ).